# 竺苗龍
竺苗龍（中: 竺苗龍、竺苗龙、英: Zhu Miaolong、1942年4月 - ）は中国の数学者、宇宙工学者。

## 経歴
1942年4月、浙江省寧波市奉化市に生まれる。1966年に浙江大学の数学科を卒業し、北西工業大学の講師となる。1979年准教授に昇進。中国科学技術大学に移り、教授となる。その後山東省青島市に位置する青島大学に移り、副校長となる。1993年に校長となり、さらに青島大学文理学院の院長も兼任した。1997年からは青島大学名誉校長。

## 業績
竺は中国の宇宙開発計画において、特に多段式ロケットや人工衛星の最適軌道といった分野で貢献した。
著書に以下のものがある。
- 「航天力学中的一些理论问题」（英語版: Some Theoretical Problems of the Spaceflight Mechanics[3])
- 「最佳轨道引论」
- 「多级火箭的优化理论」
- 「星际飞行中的几个问题」